# Валаска Бела
Валаска Бела (словац. Valaská Belá) — село, громада округу Пр'євідза, Тренчинський край. Кадастрова площа громади — 64.77 км². Протікає річка Ясенина.
Населення 2051 особа (станом на 31 грудня 2020 року).

## Історія
Валаска Бела згадується 1324 року.

## Населення
| Рік:            | 1994. | 2004.    | 2014.   | 2024.    |
| --------------- | ----- | -------- | ------- | -------- |
| Кількість осіб: | 2599  | 2327     | 2171    | 1905     |
| Різниця:        |       | -10,46 % | -6,70 % | -12,25 % |

| Рік:            | 2023. | 2024.   |
| --------------- | ----- | ------- |
| Кількість осіб: | 1946  | 1905    |
| Різниця:        |       | -2,10 % |